# Alfred Abraham Gerngroß

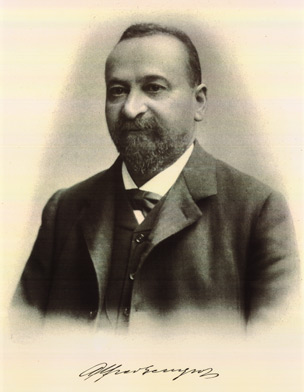
Alfred Abraham Gerngroß um 1880

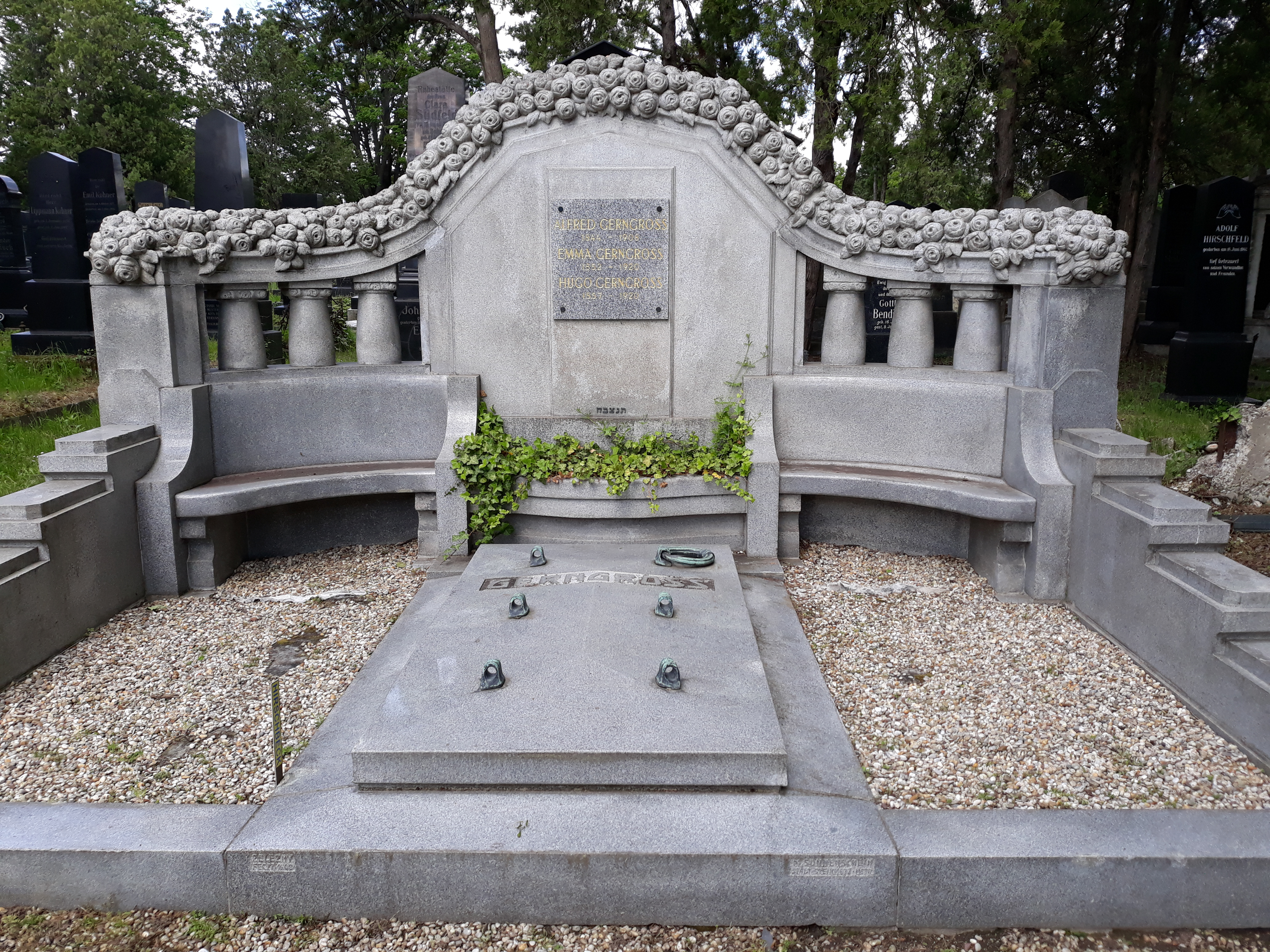
Das Grab von Alfred Abraham Gerngroß und seiner Ehefrau Emma im Familiengrab auf dem alten jüdischen Friedhof des Wiener Zentralfriedhofs

Alfred Abraham Gerngroß (* 31. Dezember 1844 in Forth (Eckental); † 7. Januar 1908 in Wien) war ein deutsch-österreichischer Kaufmann und Warenhausbesitzer.

## Biografie
Er stammte aus einer jüdischen Familie in Franken und kam über Frankfurt nach Wien und begann seinen Aufstieg 1881 mit einem Geschäft in der Kirchengasse im Bezirk Neubau. In Konkurrenz und unmittelbarer Nachbarschaft zu seinem zeitweiligen Arbeitgeber August Herzmansky gelang es Gerngroß, in mehreren Etappen Wiens größtes Warenhaus aufzubauen. Zwei seiner vier Söhne wurden bereits zu seinen Lebzeiten Gesellschafter des Unternehmens. Das Warenhaus Gerngross wurde in der Folge am 22. Dezember 1911 in eine Aktiengesellschaft umgewandelt. Alfred Gerngroß hinterließ ein Vermögen von etwa 4 Millionen Goldkronen. Die sozialdemokratische Arbeiter-Zeitung betonte anlässlich seines Todes in einem Artikel vom 8. Januar 1908 die sozialpolitische Aufgeschlossenheit des Unternehmers. Er wurde auf dem alten jüdischen Friedhof des Wiener Zentralfriedhofs (Tor I) bestattet.